# 26-та окрема авіаційна ескадрилья (Україна)
26-та окрема авіаційна ескадрилья (26  оае, в/ч 1467) — авіаційне формування Державної прикордонної служби України. Зона відповідальності на ділянках Східного та Північного регіональних управлінь у межах від стику Східного з Азово-Чорноморським регіональним управлінням до стику Північного із Західним регіональним управлінням. Місця постійного базування сил і засобів авіації: м. Харків (міжнародний аеропорт «Харків») та м. Київ (міжнародний аеропорт «Київ»–Жуляни).

## Історія
31 травня 1993 року, була сформована 26-та окрема авіаційна ескадрилья, з місцями постійного базування сил і засобів авіації в місті Харків.
З травня 2008 року близько двох місяців ескадрилья не виконувала польоти через падіння вертольота Мі-8Т (б/н 07) Одеської оае, що сталося 27 березня. До з'ясування обставин загибелі гелікоптера на острові Зміїний польоти були припинені. 
Два рази на рік (взимку і влітку) в ескадрильї проводять заняття з виживання в екстремальних умовах - вивозять льотчиків в глуху місцевість, вручають ніж, сірники і сіль і забирають через 3-4 дня.
28 березня 2011 року в Харкові почалось навчання пілотів ДПСУ на куплених в австрійській компанії Diamond Aircraft Industries, літаках DA42MPP NG. Держприкордонслужба України придбала три таких літаки, наземну станцію спсотереження і аеродромний комплекс, включаючи  ангари. Також постійним місцем базування літаків стане Одеса і Харків. Літаки обладнані бортовим комплексом, що включає багатофункціональну платформу з гіростабілізованою камерою (працює у видимому та ІЧ діапазонах) з трансляцією зображення в реальному масштабі часу (на відстань до 185 км) і їх записом. 
У 2014 році з початком активних бойових дій на сході України з прифронтової зони під час проведення АТО, вертольоти ескадрильї Держприкордонслужби евакуювали близько 150 поранених військовослужбовців ДПСУ, НГУ та ЗСУ. Подібна евакуація була здійснена у понеділок, 23 червня, одного із службовців прикордонної служби в Луганській області вертольотом доставили у військовий госпіталь Харкова. Він був важко поранений під час збройного нападу бойовиків ЛНР на прикордонний загін, 22 червня. 
31 травня 2018 р. особовий склад 26-ї окремої авіаційної ескадрильї урочисто відзначив 25-річчя створення підрозділу.

## Командири
- полковник Манмар Юрій Олексійович (1993 р.-?)
- полковник Вернидуб Микола В'ячеславович (?-?)
- полковник Хилковский Олег Витальевич (?-2010)
- полковник Халявка Дмитро Володимирович (з 2010- по теперішній час)

## Авіаційна техніка
- 2 патрульні літаки Diamond DA42 M-NG,NG(б/н «21»; «25»)
- 2 патрульні літаки Diamond DA-40 NG (б/н «34»; «35»)
- 4 десантно-транспортні багатоцільові вертольоти Міль Мі-8Т/ТП/МТВ та Мі-9.

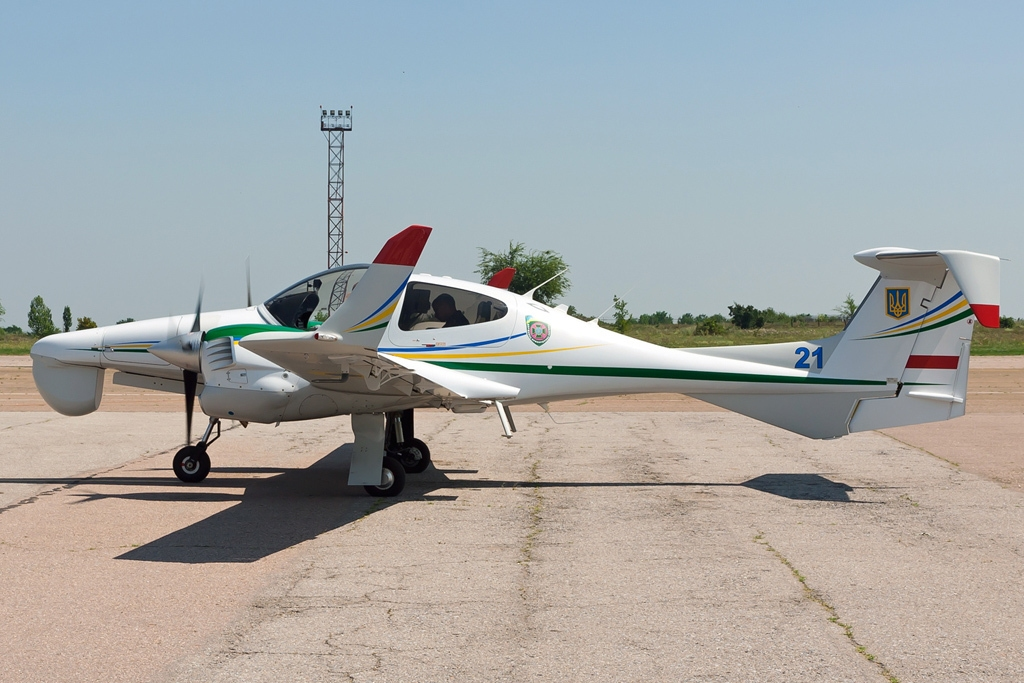
Патрульний літак Diamond DA-42 NG б/н «21»

- 1 легкий вертоліт R-66